# 9926 Desch
(9926) 1981 EU41 (1981 EU41, 1992 FV3, 1994 WF6) — астероїд головного поясу, відкритий 2 березня 1981 року.
Тіссеранів параметр щодо Юпітера — 3,517.